# Факатане (город)
Уакатане — город на Острове Северный Новой Зеландии, центр регионального совета Бей-оф-Пленти. Факатане находится на расстоянии 90 км к востоку от Тауранги и 98 км к северо-востоку от Роторуа, в устье реки Факатане. Население города составляет 18 000 человек, ещё 15 000 проживает в окрестностях и в прилегающих населенных пунктах. Из 33 000 жителей района около 40 % имеют корни маори. Факатане сильно пострадал от землетрясения 1987 года.

## Промышленность и туризм
Основные занятия населения Факатане: лесоводство, животноводство, рыболовство, туризм и мелкие производства. Бумажная фабрика обеспечивает выпуск местной газеты. Через Факатане туристы едут на Уайт-Айленд, где находится действующий вулкан. Остров расположен в 48 км к северу от Факатане.

## Климат
Климат морской, тёплый и очень влажный.
| Показатель                                                               | Янв.  | Фев. | Март  | Апр.  | Май   | Июнь  | Июль  | Авг.  | Сен.  | Окт.  | Нояб. | Дек.  | Год    |
| ------------------------------------------------------------------------ | ----- | ---- | ----- | ----- | ----- | ----- | ----- | ----- | ----- | ----- | ----- | ----- | ------ |
| Средний максимум, °C                                                     | 24,0  | 24,1 | 23,0  | 20,6  | 17,5  | 15,1  | 14,5  | 15,3  | 16,8  | 18,6  | 20,5  | 22,2  | 19,4   |
| Средняя температура, °C                                                  | 19,3  | 19,4 | 18,2  | 15,4  | 12,2  | 10,0  | 9,3   | 10,4  | 12,0  | 13,9  | 15,8  | 17,7  | 14,5   |
| Средний минимум, °C                                                      | 14,6  | 14,7 | 13,4  | 10,2  | 6,9   | 4,8   | 4,1   | 5,4   | 7,1   | 9,1   | 11,0  | 13,2  | 9,5    |
| Норма осадков, мм                                                        | 110,8 | 99,9 | 142,0 | 107,8 | 123,7 | 147,5 | 133,5 | 153,3 | 130,5 | 116,4 | 119,3 | 148,8 | 1533,5 |
| Источник: World Climate: Whakatane Mill, World Climate: Whakatane Wainui |       |      |       |       |       |       |       |       |       |       |       |       |        |

## Города-побратимы
- Камагая, Префектура Тиба, Япония